# Harem Scarem
Gli Harem Scarem sono un gruppo hard rock originario dell'Ontario, Canada.

## Storia del gruppo
Gli Harem Scarem nascono dall'incontro tra il cantante Harry Hess, cantante della metal band Blind Vengeance, e il chitarrista Pete Lesperance, chitarrista dei Minotaur al liceo. A completare la formazione si uniscono il batterista Darrem Smith e il bassista Mike Gionet.
Il nome del gruppo, apparentemente misterioso, viene in realtà semplicemente preso dal titolo del primo cartone animato di Bugs Bunny, datato 1939 ed intitolato Hare-um Scare-um.

## Formazione

### Formazione attuale
- Harry Hess - voce, chitarra
- Pete Lesperance - chitarra
- Barry Donaghy - basso
- Creighton Doane - batteria

### Ex componenti
- Darren Smith - batteria (1990-1999)
- Mike Gionet - basso (1990-1995)

## Discografia[7]

### Album studio
- 1991 - Harem Scarem
- 1993 - Mood Swings
- 1995 - Voice of Reason
- 1997 - Believe
- 1997 - Karma Cleansing
- 1998 - Big Bang Theory
- 1999 - Rubber
- 2002 - Weight of the World
- 2003 - Higher
- 2005 - Overload
- 2006 - Human Nature
- 2008 - Hope
- 2013 - Mood Swings II (rerecorded version)
- 2014 - Thirteen
- 2017 - United
- 2020 - Change the World
- 2025 - Chasing Euphoria

### Live
- 1996 - Live In Japan
- 1997 - Live Ones
- 1998 - Live At The Siren
- 2000 - Last Live
- 2002 - Live At The Gods
- 2015 - Live at the Phoenix

### EP
- 1991 - Acoustic Sessions - Limited edition
- 1994 - Live & Acoustic

### Compilation
- 1998 - The Best Of
- 1998 - B-Sides Collection
- 1999 - Ballads
- 2001 - Rocks
- 2002 - The Very Best
- 2003 - The Early Years - demo compilation
- 2005 - The Essentials

### Singoli
- 1994 - If There Was A Time - Maxi single
- 1997 - Die Off Hard
- 1997 - Rain
- 1998 - New Religion
- 1998 - Turn Around
- 1998 - So Blind
- 1998 - What I Do

## Videografia

### VHS
- 1998 - Video Hits & More

### DVD
- 2002 - Video Hits & More
- 2002 - Live At The Gods
- 2004 - Live At The Gods
- 2008 - Raw & Rare - Collectors edition (DVD+CD)